# Tlahica
Tlahica är en ort i Mexiko.   Den ligger i kommunen Atlapexco och delstaten Hidalgo, i den sydöstra delen av landet, 200 km norr om huvudstaden Mexico City. Tlahica ligger 189 meter över havet och antalet invånare är 121.
Terrängen runt Tlahica är lite kuperad. Runt Tlahica är det ganska tätbefolkat, med 199 invånare per kvadratkilometer. Närmaste större samhälle är Huejutla de Reyes, 11,4 km nordväst om Tlahica. Omgivningarna runt Tlahica är en mosaik av jordbruksmark och naturlig växtlighet.